# 辛辛纳图斯 (纽约州)
辛辛纳图斯（英語：Cincinnatus）是位于美国纽约州科特兰县的一个镇，地处科特兰县东部、科特兰以东。2010年美国人口普查时，该镇有1056人。辛辛纳图斯镇建于1804年，其名称来源于古罗马政治人物辛辛纳图斯。